# 盧嘉興紀念館
盧嘉興紀念館是一間以紀念臺南市文獻委員盧嘉興和展出其作品及文獻為宗旨所成立的一個綜合性文化展館，於2012年成立，設立於臺南市中西區，經過兩年修建整理後，於2014年7月27日開幕啟用。

## 館史概要
盧嘉興紀念館是盧嘉興之子盧金坊為紀念父親逝世二十週年，於2012年成立的一間文化展館，設立於臺南市中西區友愛街68號，經過兩年多修建整理後，於2014年7月27日開幕啟用。

## 館藏特色
紀念館一樓展示盧嘉興先生生平所使用的文具、文獻考察工具、生平著作和藝術創作等，頗具紀念價值外，對臺灣文史的推廣有其一定的地位。紀念館二樓以林媽利醫師的《我們流著不同的血液》為主題，展示臺灣人的祖先，血統的來源與非洲、中亞以及雲南有絕大的關聯性。並以雲南滇文化為主旨，展現從漢至今，雲南文化的變遷。這些變化在臺灣臺東的卑南文化亦可看到許多的相似點。在紀念館三樓展示臺灣從清末以來，藝術家的創作為主。另外展出新一代年輕藝術家的作品，是臺南地區一個新的展覽會館。

## 外部連結

### 官方連結
- 盧嘉興紀念館 （页面存档备份，存于）

### 媒體新聞
- 盧嘉興紀念館 發揚文史精神 （页面存档备份，存于）
- 台灣唯一一幅鹿皮畫 記錄十八世紀府城景象 （页面存档备份，存于）
- 台博館重新開館 現存最早彩繪台灣全圖亮相 （页面存档备份，存于）